# Orrtjärnarna (Idre socken, Dalarna, 687657-132726)
Orrtjärnarna är en sjö i Älvdalens kommun i Dalarna och ingår i Dalälvens huvudavrinningsområde. Sjön har en area på 0,067 kvadratkilometer och ligger 569,4 meter över havet.

## Delavrinningsområde
Orrtjärnarna ingår i det delavrinningsområde (687673-132589) som SMHI kallar för Utloppet av Grövelhån. Medelhöjden är 623 meter över havet och ytan är 9,15 kvadratkilometer. Räknas de 12 avrinningsområdena uppströms in blir den ackumulerade arean 280,14 kvadratkilometer. Grövlan som avvattnar avrinningsområdet har biflödesordning 3, vilket innebär att vattnet flödar genom totalt 3 vattendrag innan det når havet efter 491 kilometer. Avrinningsområdet består mestadels av skog (77 procent). Avrinningsområdet har 0,45 kvadratkilometer vattenytor vilket ger det en sjöprocent på 4,9 procent.

### Webbkällor
- SMHI: Sjöar, vattendrag och avrinningsområden